# Beverly Rae Kimes
Beverly Rae Kimes (* 17. August 1939 in West Chicago, Illinois, USA; † 12. Mai 2008 in Manhattan, New York City) war eine US-amerikanische Journalistin, Chefredakteurin, Automobilhistorikerin, Sachbuchautorin und Zeitschriftenherausgeberin. Sie ist die Verfasserin zahlreicher Bücher über Automarken und zur Automobilgeschichte und war als Herausgeberin und Koautorin an mehreren Werken beteiligt, die zur Standardliteratur im jeweiligen Fachbereich gelten dürfen. Dazu gehören insbesondere der Standard Catalog of American Cars 1805–1942 und Packard, A History of the Motor car and the Company.

## Leben
Kimes Familie zog früh in ihrer Jugend nach Wheaton in Illinois. Sie begann schon bald zu schreiben und studierte Journalismus an der University of Illinois at Urbana-Champaign, wo sie als Bachelor abschloss. Danach legte sie ein Master-Diplom an der University of Pennsylvania ab. Noch während ihrer Studienzeit schrieb sie Artikel und Essays über bildende und darstellende Kunst und begann, Theater zu spielen. Nach Abschluss des Studiums ging sie nach New York in der Hoffnung auf eine Schauspielkarriere oder Arbeit als Bühnenautorin, welche sich jedoch nicht erfüllte.
Zur Automobilgeschichte kam Kimes eher zufällig, als sie schließlich 1963 in Manhattan eine Stellung als Sekretärin beim jungen Automobilmagazin Automobile Quarterly annahm, einer von L. Scott Bailey begründeten, hochwertig aufgemachten Oldtimer-Zeitschrift ohne Werbung. Zu diesem Zeitpunkt hatte sie zwar einen Führerschein, aber ansonsten keine weiteren Kenntnisse über Automobile. Trotzdem begann sie bald als Redaktionsassistentin Inhalte beizusteuern, beginnend mit einem ersten Auftrag über die Geschichte des Oldsmobile Curved Dash. Insgesamt arbeitete sie 18 Jahre für Automobile Quarterly, davon die letzten sieben Jahre als Redakteurin. Ab 1981 war sie Herausgeberin der Zeitschrift The Classic Car Magazine des Classic Car Club of America.
Kimes verfasste über 20 Bücher und hunderte Artikel zu Themen rund um das Automobil. Zu ihren bekanntesten Werken gehört The Standard Catalog of American Cars 1805–1942, das sie zusammen mit Henry Austin Clark Jr. (1917–1991) schrieb, einem Sammler klassischer Automobile und Gründer eines Automuseums. Es erschien von 1985 bis 1996 in drei Auflagen. Weiterhin verfasste sie unter anderem Packard: A History of the Motor Car and the Company, The Star and the Laurel (über die Geschichte von Mercedes-Benz), The Classic Car und The Classic Era. Der Schwerpunkt von Kimes' Gesamtwerk liegt auf Fahrzeugen aus der Zeit bis 1942. Häufig stehen Persönlichkeiten der Automobilwelt im Mittelpunkt ihrer Betrachtungen. Sie gehörte zu den angesehensten Automobil-Historikern und war eine gefragte Sprecherin und Gastgeberin von Veranstaltungen der Automobilsammler.
1984 heiratete Kimes James H. Cox (1942–2018), einen Automechaniker und -restaurator. Von 1981 bis 2001 waren beide Inhaber des Automobil-Restaurationsunternehmens Sussex Motor and Coach Work, zunächst in Branchville, New Jersey und ab 1983 in Matamoras, Pennsylvania. Anschließend führten sie bis 2006 den Antiquitätenladen Olde Scissors Factory Antiques. Cox war auch Coautor von Kimes' letztem Buch Walter L. Marr, Buick’s Amazing Engineer (2007), zu dem er die technischen Informationen beisteuerte.
Kimes verstarb 2008 im 68. Altersjahr nach einer längeren Nierenerkrankung im Lenox Hill Hospital in Manhattan. 2010 veröffentlichte Cox über sie die Biografie Simply Bev... : „determination is everything“.

## Werke (Auswahl)
- Packard, a history of the motor car and the company. Automobile Quarterly, Kutztown PA 1978, ISBN 0-915038-11-0.
- The Cars that Henry Ford Built: a 75th Anniversary Tribute to America's Most Remembered Automobiles. Automobile Quarterly Publications, Princeton, N.J. 1978, ISBN 0-915038-08-0.
- mit Robert C. Ackerson: Chevrolet: A History from 1911. Automobile Quarterly Marque Book, Kutztown PA 1984, ISBN 0-915038-39-0.
- The Star and the Laurel: The Centennial History of Daimler, Mercedes, and Benz, 1886–1986. Mercedes-Benz of North America, Montvale, N.J. 1986, ISBN 0-936573-01-5.
- The Classic Car: the Ultimate Book about the World's Grandest Automobiles. Classic Car Club of America, Des Plaines, Ill. 1990, ISBN 0-9627868-0-2.
- mit Henry Austin Clark jr.: Standard Catalog of American Cars 1805–1942. 3. Auflage. Krause Publications, Iola WI 1996, ISBN 0-87341-428-4.
- The Classic Era. Classic Car Club of America, Des Plaines, Ill. 2001, ISBN 0-9627868-1-0.
- Speed, Style, and Beauty: Cars from the Ralph Lauren Collection. Museum of Fine Arts Boston, Boston 2005, ISBN 0-87846-685-1.
- Pioneers, Engineers, and Scoundrels: The Dawn of the Automobile in America. SAE (Society of Automotive Engineers) Permissions, Warrendale PA 2005, ISBN 0-7680-1431-X.
- mit James H. Cox: Walter L Marr: Buick's Amazing Engineer. Racemaker Press, Boston 2007, ISBN 978-0-9766683-4-3.

## Auszeichnungen
Beverly Rae Kimes war sechsfache Preisträgerin des Cugnot Award der Society of American Automotive Historians (SAAH). Der Cugnot Award ist die bedeutendste Auszeichnung für Automobilhistoriker in den USA und wird jährlich vergeben. Die SAAH vergab außerdem viermal den Karl Benz Award für von Kimes verfasste Artikel zum Thema Automobilgeschichte.
- 1979: Cugnot Award für Packard: A History of the Motor Car and the Company
- 1984: Cugnot Award für My Two Lives, mit René Dreyfus
- 1986: Cugnot Award The Standard Catalog of American Cars. 1805–1942, mit Henry Austin Clark, Jr.
- 1987: Cugnot Award für The Star and the Laurel: The History of Daimler, Mercedes, and Benz
- 1993: Distinguished Service Citation Award der Automotive Hall of Fame[3]
- 1994: Moto Award der National Association of Automotive Journalism, für Standard Catalog of American Cars 1805–1942
- Thomas McKean Trophy des Antique Automobile Club of America (AACA), für Standard Catalog of American Cars 1805–1942
- 2002: Cugnot Award für The Classic Era
- 2005: Lifetime Achievement Award der International Automotive Media Awards[3]
- 2006: Cugnot Award für Pioneers, Engineers and Scoundrels: The Dawn of the Automobile in America